# Reprezentacja Polski w lacrosse
Reprezentacja Polski w lacrosse – zespół lacrosse, reprezentujący Rzeczpospolitą Polską w meczach i sportowych imprezach międzynarodowych, powoływany przez trenera.

## Historia
Drużyna powstała w 2009 roku z okazji występu Polski na Mistrzostwach Świata w 2010. Pierwsze zgrupowanie odbyło się w dniach 9-11 października na Warszawskiej Białołęce. Udział w zgrupowaniu wzięło udział 49 zawodników z Polskich, a także zagranicznych klubów. Podczas tego zgrupowania wyłoniono 26 zawodników. Ostatniego dnia zgrupowania na boisku przy ulicy Picassa w Białołęce rozegrano pierwszy oficjalny mecz polskiej reprezentacji. Rywalami Polski była reprezentacja Łotwy. Polska przegrała mecz 2:16. Bramki dla Polski zdobyli Michał Woźnica oraz Chris Perzinski
Do wybranego w Polsce 26 osobowego składu dołączyło 14 zawodników o polskich korzeniach wybranych w Stanach Zjednoczonych. Po dodatkowej selekcji wybrano ostateczny 22 osobowy skład reprezentacji, który weźmie udział w Mistrzostwach Świata w Manchesterze.
Zgodnie z wymogami Międzynarodowej Federacji Lacrosse w reprezentacji może grać 4 zawodników nieposiadających Polskiego paszportu, jednak musi on spełniać jeden z warunków:
- przynajmniej jeden z jego rodziców posiada polski paszport,
- przynajmniej jeden z dziadków posiada polski paszport.

## Skład[4]
Bramkarze
- Mateusz Rydzak
- Christian Dzwilewski

Obrońcy
- Jarosław Winiarek
- Daniel Węgrzyk
- Chris Perzinski
- Miłosz Pellowski
- Adrian Marcinkowski
- Grzegorz Irla

Pomocnicy
- Justin Rychlicki
- Joachim Pernal
- Derrek Ostrzyzek
- Krystian Komar
- Paweł Hamrol
- Glen Gregory
- Tomasz Kędzia

Napastnicy
- Jędrzej Bagiński
- Mike Szpiech
- Błażej Rokicki
- Mateusz Urbański
- Błażej Piotrowski
- Jacek Litmanowski
- Marcin Janiszewski
- Josh Coveleski
- Colin Jesien

## Sztab szkoleniowy
Trenerem reprezentacji Polski jest Christian Zwickert. Jego asystentami są: Chris Burdick, Chip Casto, Robb Chambers oraz Jim Masica. Managerem jest Bob Bieschke, a lekarzem dr Douglas Wright.

## Mecze reprezentacji
13 grudnia Polska wzięła udział w towarzyskim turnieju lacrosse w Wiedniu wraz z reprezentacją Austrii oraz Słowacji. 
- Austria - Polska 12:3
- Austria - Słowacja 8:5
- Słowacja - Polska 6:1

| Miejsce | Drużyna  | Wygrane | Przegrane | Bramki zdobyte | Bramki stracone |
| ------- | -------- | ------- | --------- | -------------- | --------------- |
| 1       | Austria  | 2       | 0         | 20             | 8               |
| 2       | Słowacja | 1       | 1         | 11             | 9               |
| 3       | Polska   | 0       | 2         | 4              | 18              |

17 i 18 kwietnia Reprezentacja Polski wzięła udział w turnieju Tricksters Cup rozgrywanym w Bratysławie. Polska zajęła w nim ostatecznie 3 miejsce wygrywając 2 mecze.
- Polska 4 - 3 Graz Gladiators
- Polska 0 - 15 Austria
- Polska 7 - 0 LC Kosice Knights
- Polska 1 - 9 Słowacja

| Miejsce | Drużyna           |
| ------- | ----------------- |
| 1       | Austria           |
| 2       | Słowacja          |
| 3       | Polska            |
| 4       | Graz Gladiators   |
| 5       | LC Kosice Knights |

Przed Mistrzostwami Świata Lacrosse Polska rozegrała mecze towarzyskie z reprezentacją Francji, którą pokonała 10:3 oraz Szwajcarii która również pokonali Polacy 8:7.

## Występ na Mistrzostwach Świata
Polska zadebiutowała na Mistrzostwach Świata w Manchesterze w Anglii w lipcu 2010 roku. Polacy zagrali w grupie "Żółtej" razem z reprezentacją Bermudów, Danii oraz Finlandii. 
| 16 lipca 2010 9.30 UTC+0:00 | Bermudy | 2:16(0:5, 0:3, 1:4, 1:4) | Polska | Manchester, Anglia |
|                             |         |                          |        |                    |

| 17 lipca 2010 11.30 UTC+0:00 | Polska | 15:5(6:1, 4:1, 2:1, 3:2) | Dania | Manchester, Anglia |
|                              |        |                          |       |                    |

| 18 lipca 2010 15.30 UTC+0:00 | Polska | 11:12 pd.(3:2, 2:4, 3:0, 3:5, 0:1, 0:0) | Finlandia | Manchester, Anglia |
|                              |        |                                         |           |                    |

| Drużyna   | Mecze | Wygrane | Przegrane | Bramki zdobyte | Bramki stracone | Stosunek bramek |
| --------- | ----- | ------- | --------- | -------------- | --------------- | --------------- |
| Finlandia | 3     | 3       | 0         | 37             | 18              | +19             |
| Polska    | 3     | 2       | 1         | 42             | 19              | +23             |
| Bermudy   | 3     | 1       | 2         | 18             | 35              | –17             |
| Dania     | 3     | 0       | 3         | 15             | 40              | –25             |

Po meczach w fazie grupowej Polska zajęła drugie miejsce i awansowała razem z Bermudami do "środkowej" grupy do walki o miejsca od 9. do 24. Finlandia awansowała do "najwyższej" grupy, natomiast Dania do "dolnej" grupy.
W półfinale środkowej grupy Polska ponownie spotkała się z Bermudami, a w finale z reprezentacją Słowacji. Po zwycięstwie w finale Polacy awansowali do rundy Play-In.
| 19 lipca 2010 18.00 UTC+0:00 | Polska | 14:10(2:1, 4:0, 4:4, 4:5) | Bermudy | Manchester, Anglia |
|                              |        |                           |         |                    |

| 20 lipca 2010 18.30 UTC+0:00 | Polska | 11:6(2:2, 3:1, 4:1, 2:2) | Słowacja | Manchester, Anglia |
|                              |        |                          |          |                    |

W rundzie Play-In zwycięzca przechodzi do walki o miejsce od 9. do 12. a przegrany o miejsce od 13. do 16. Polska ponownie spotkała się z Finlandią i przegrała 7:13. 
| 21 lipca 2010 13.30 UTC+0:00 | Polska | 7:13(2:1, 0:4, 4:4, 1:4) | Finlandia | Manchester, Anglia |
|                              |        |                          |           |                    |

Po przegranej z Finlandią, Polacy walczyli o miejsce od 13. do 16. W półfinale tych zmagań zmierzyli się z reprezentacją Hiszpanii, z którą wygrali 15:11. W walce o 13. miejsce reprezentacja Polski zmierzyła się z reprezentacją Czech, której uległa 21:3.
| 22 lipca 2010 15.30 UTC+0:00 | Hiszpania | 11:15(2:5, 4:4, 2:3, 3:3) | Polska | Manchester, Anglia |
|                              |           |                           |        |                    |

| 23 lipca 2010 15.30 UTC+0:00 | Czechy | 21:3(5:2, 3:1, 6:0, 7:0) | Polska | Manchester, Anglia |
|                              |        |                          |        |                    |

Ostatecznie Polska została sklasyfikowana na 14. miejscu z 5 meczami wygranymi i 3 przegranymi. Reprezentant Polski Josh Coveleski zajął pierwsze miejsce jako najlepiej punktujący zawodnik mistrzostw z 35 bramkami zdobytymi i 8 asystami co dało mu łącznie 43 punkty.